# Ahmed Mouici
Ahmed Mouici est un chanteur français d'origine algérienne né le 9 juillet 1963 à Chambéry en Savoie.

## Biographie
En 1977, Ahmed Mouici fonde son premier groupe, les Rock'in Cats. Il remporte en solo son premier tremplin rock sous le pseudo de Gene Everett en 1983, puis enregistre l'année suivante son 1er 45 tours produit par Jezabel Rock.  
En 1989, il rejoint le groupe vocal nommé Pow Wow avec Alain Chennevière (fondateur du groupe), Pascal Periz et Bertrand Pierre. Ce groupe à la mode devient très vite culte pour toute une génération avec son tube Le Chat. Sorti en 1992, la chanson est classée directement au Top 50 dès la première journée et devient un hit. 
Cependant, l'aventure Pow Wow se termine lorsque le groupe se sépare, en 1998.
En 2000, Ahmed Mouici est retenu pour jouer Ramsès dans la comédie musicale Les Dix Commandements, d'Élie Chouraqui et Pascal Obispo. La comédie est un immense succès entre la 1re représentation en octobre 2000 et sa fin en 2003 en France. Ahmed Mouici a depuis repris son rôle de Ramses dans les Dix Commandements lors des tournées au Japon (mars 2005) et en Corée (avril 2006).
Fort du triomphe de ce spectacle, Ahmed Mouici signe sur le label WEA pour enregistrer un album solo. Son premier single Regarde-moi sort en avril 2002. Suit l'album Je prends le temps en 2003.
En 2006, Ahmed Mouici participe au 2e volume du projet Autour du blues initié par Denys Lable et Michael Jones. C'est un hommage aux standards du blues auquel participent notamment Francis Cabrel, Patrick Verbeke, Tanya Saint-Val, Dick Rivers, Beverly Jo Scott, etc.
En 2013, Ahmed Mouici revient sur la scène avec un nouveau groupe lors d'un concert qu'il donne à la salle du Scarabée à Chambéry (sa ville de naissance) (Savoie). La première apparition médiatique d'"Ahmed & The Golden Moments" a lieu dans l'émission Le blues café live sur Jazz Radio le 3 avril 2014. Il y interprète en direct quelques-unes de ses compositions et une version d'un titre de James Brown dont la vidéo, plébiscitée par les internautes, lui permettra d'être repéré par M6 qui lui propose alors de participer à l'émission Rising Star
En 2015 sort le premier EP d'Ahmed & The Golden Moments, qui contient six titres live enregistrés dans l'émission Le Blues Café Live.
En 2017, il participe à l'album Magnéto du groupe lyonnais Les Chics Types où il chante en duo un titre écrit par l'écrivain Jack Chaboud, Sud Profond.
En 2018, Fred Chapellier l'invite à enregistrer 4 titres en live,  pour son album Fred Chapellier plays Peter Green.
Dans le même temps, le DJ Saint Lanvain lui demande de prêter sa voix pour un titre électro, sous le pseudo « Rahmsed » : If Jesus loves me connaît un immense succès pendant l'été 2018.
En 2020 il fonde le Label Pinte de Blues Production.
En juin 2021 l'album Tribute to Goldies volume 1 est disponible en Fnac, un projet que Ahmed Mouici avait à cœur depuis longtemps. Un album où le chanteur caméléon peut laisser libre court à toutes les facettes de sa voix; un hommage aux plus grands qui l'ont influencé dans ses choix musicaux. 
Tribute to Goldies se déclinera en plusieurs volumes disponibles en éditions limitées à 3000 exemplaires pour chaque volume.
Le 27 août 2021, le chanteur caméléon revient dans la catégorie frenchy blues avec le single Je Chante, extrait de son prochain album Une Pinte De Blues. Ahmed Mouici partage ce nouveau titre aux résonances dansantes et solaires. Sonorité blues, texte entraînant, composition en français, Ahmed Mouici nous invite à laisser libre court à l’évasion et à s’abreuver de sa passion pour la musique avec ce single. Pour ce titre il est accompagné de musiciens tels que Fred Chapellier and band soutenus par des choristes.
Le 15 octobre 2021, après Je Chante, le chanteur présente son deuxième single Paname et sort son album Une pinte de Blues le 26 novembre suivant.

## Discographie

### En solo
- 1983 : My baby's she's gone away / Daddy come's home / Melinda / Lone some train (45 tours)
- 2001 : Les Dix Commandements, comédie musicale de Pascal Obispo et Élie Chouraqui
- 2003 : Je prends le temps (Album solo)
- 2006 : Participation au projet Autour du Blues (CD + DVD) avec Michael Jones, Francis Cabrel, Denys Lable, Patrick Verbeke, etc.
- 2017 : Participation au disque Magnéto du groupe Les Chics Types avec Fred Chapellier, Neal Black, Jack Bon et They Call Me Rico.
- 2018 : 4 titres de l'album de Fred Chapellier "Fred Chapellier plays Peter Green"
- 2018 : "If Jesus loves me" sous le pseudo de Rahmsed, avec Saint Lanvain
- 2021 : Tribute to goldies volume 1( Hommage aux grandes chansons américaines)
- 2021 : Une Pinte de Blues (Album Frenchy Blues)

### Avec Pow Wow
- 1992 : Regagner les plaines
- 1993 : Comme un guetteur
- 1996 : Pow Wow
- 1996 : Quatre
- 1998 : Master série (Compilation)
- 2006 : Chanter

### Avec Ahmed & The Golden Moments
- 2015 : Live au "Blues Café Live"